# Contea di Davison
La contea di Davison ( in inglese Davison County ) è una contea dello Stato del Dakota del Sud, negli Stati Uniti. La popolazione al censimento del 2000 era di 18 741 abitanti. Il capoluogo di contea è Mitchell.